# لويس بافيز مونيوث
لويس بافيز مونيوث (بالإسبانية: Luis Pavez Muñoz)‏ هو لاعب كرة قدم تشيلي في مركز الدفاع، ولد في 17 سبتمبر 1995 في سانتياغو في تشيلي. شارك مع منتخب تشيلي تحت 20 سنة لكرة القدم. أما مع النوادي، فقد لعب مع سانتياغو واندررز وكولو-كولو ونادي قادش.

## وصلات خارجية
- لويس بافيز مونيوث على موقع قاعدة بيانات كرة القدم.إي يو (الإنجليزية)
- لويس بافيز مونيوث على موقع Soccerway.com (الإنجليزية)
- لويس بافيز مونيوث على موقع AS.com (الإسبانية)